# جنگ‌های گوگوریو–سویی
جنگ های گوگوریو–سویی (کره‌ای: 고구려–수 전쟁)، از سری تهاجماتی بود که توسط دودمان سویی چین علیه امپراتوری گوگوریو، یکی از سه پادشاهی کره میان سال‌های ۵۹۸ و ۶۱۴ پس از میلاد انجام شد. این جنگ منجر به شکست سویی و یکی از عوامل اصلی در فروپاشی و سرنگونی آن توسط دودمان تانگ در سال ۶۱۸ پس از میلاد شد.

## پیش زمینه
در پایان سده ششم میلادی دودمان سویی چین به همگان اعلام کرد که «مردمان شرق» – از جمله کره – باید زیر پرچم متحد چین باشند. با این‌حال پادشاهان گوگوریو حاضر نبودند آن را «کشور دست‌نشانده» بخوانند و ‌خواستار روابط برابر با دربار چین بودند. تیره شدن روابط وقتی بود که گوگوریو به دو فرمانده مرزی سویی در دهه ۵۹۰ میلادی توهین کرد و دست کم یکبار وارد قلمرو سویی (شهر لینیوگوان در لیائونینگ کنونی) شد؛ این توهین امپراتور ون را برآشفت و او را بر آن داشت برای “انتقام” برنامه‌ریزی کند. روابط دو دولت همچنین به متحدی گوگوریو (خانات ترک غربی) گره خورده بود و امپراتور سویی آن را خطر بزرگی ارزیابی می‌کرد. در مجموع، پس از یک دوره خصومت مرزی و دیپلماتیک، سویی در ۵۹۸ میلادی حمله وسیعی را به گوگوریو آغاز کرد.
دودمان سویی چین را در سال ۵۹۸ پس از میلاد متحد کرد و دودمان چن را شکست داد و به تقسیم کشوری که تقریباً ۳۰۰ سال طول کشید پایان داد. پس از اتحاد چین، سویی موقعیت خود را به عنوان یک حاکم بر کشورهای همسایه اعلام کرد. با این حال در گوگوریو یکی از سه پادشاهی کره پادشاه پیونگ‌وون و جانشین او پادشاه یونگ‌یانگ بر حفظ رابطه برابر با دودمان سویی اصرار داشتند.
امپراتور وندی از چالش گوگوریو ناراضی بود که به یورش در مقیاس کوچک به مرز شمالی سویی ادامه داد. امپراتور ون در سال ۵۹۶ میلادی پس از اینکه نمایندگان سویی دیپلمات های گوگوریو را در یورت های خانات خیتان و گوک‌ترک مشاهده کردند، اسناد دیپلماتیک فرستاد و از گوگوریو خواستند تا هرگونه اتحاد نظامی با استپ نشینان را لغو کند، حمله سالانه به مناطق مرزی سویی را متوقف کند و سویی را به عنوان حاکم خود بشناسد. پس از دریافت این پیام، پادشاه یونگ‌یانگ در سال ۵۹۷ میلادی یک تهاجم پیشگیرانه مشترک با مالگال علیه چینی ها در امتداد مرز استان هبی امروزی آغاز کرد.

## جنگ‌ها

### یورش نخست ۵۹۸ میلادی

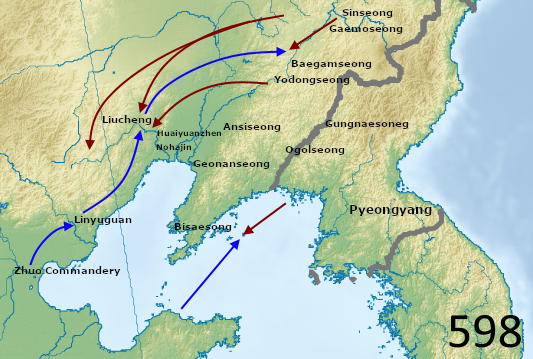
نقشه نخستین جنگ گوگوریو–سویی، ۵۹۸ میلادی

در اوت ۵۹۸ میلادی امپراتور وندی سپاهی انبوه شامل ۳۰۰٫۰۰۰ نفر را بسیج کرد تا گوگوریو را در هم بکوبد. ۲۰۰٫۰۰۰ تن از این نیرو به ارتش زمینی شاهزاده یانگ لیانگ (پسر امپراتور) و فرمانده گائو جیونگ واگذار شد و ۱۰۰٫۰۰۰ نفر نیروی دریایی به ژو لوهو سپرده شد.
ارتش یانگ لیانگ از گذرگاه مرزی ایم یوگوان وارد خاک گوگوریو شد. اما پس از پیشروی‌های اولیه، بارش شدید باران و شکست‌های پیاپی از حملات چریکی گوگوریو تلفات سنگینی به سپاه سویی وارد کرد. در جنگل‌ها و باتلاق‌های منطقه، بیماری و کمبود آذوقه‌ی ناشناخته برای سویی‌ها، ارتش را فلج کرد. همزمان ناوگان ژو لوهو در دریای زرد گرفتار طوفان‌های سهمگین شد؛ صدها کشتی واژگون شدند و بخش بزرگی از نیروی دریایی منهدم گردید.
در نتیجه، سویی که از یک سو با قحطی و بیماری و از سوی دیگر حملات مستمر کشتی‌های سبک گوگوریو مواجه بود، پس از چند ماه جنگ عقب‌نشینی کرد. ژو لوهو باقیمانده نیرویش را از آب بیرون کشید، و یانگ لیانگ نیز پس از شنیدن شکست نیروی دریایی مجبور به بازگشت شد.
به نوشته وقایع‌نگاران چینی، تلفات سویی در این نبرد حدود ۹۰ درصد گزارش شده است. امپراتور وندی که چنین شکست سنگینی را تجربه کرده بود، تا پایان حکومتش دستور داد بیشتر به گوگوریو یورش نرود و عملاً حدود دو دهه آرامش نسبی مرزی برقرار شد.
استراتژی‌های کلیدی گوگوریو در این نبرد: استفاده از دانش برتری از شرایط محیطی (بارش باران‌های موسمی و باتلاق‌های سخت ناحیه)، جنگ فرسایشی و چریکی علیه سپاه بزرگ دشمن، و حملات مداوم به هنگامی که ناوگان ساحلی سویی لنگر می‌انداخت. این تاکتیک‌ها در نهایت سپاه عظیم چین را خسته و از پای درآورد.

### یورش دوم ۶۱۲ میلادی

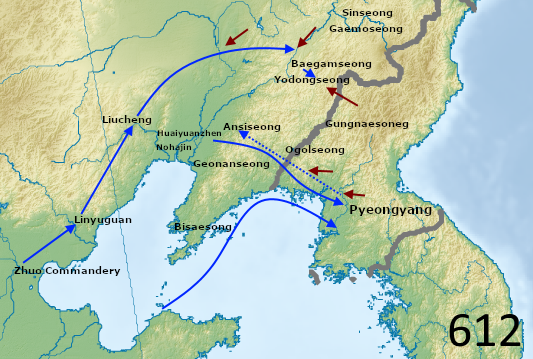
دومین جنگ گوگوریو–سویی، ۶۱۲ میلادی

#### آماده سازی
امپراتور یانگدی بسیار جاه طلب بود او زمانی که در سال ۶۰۴ میلادی به سلطنت رسید، شروع به بکارگیری سیاستهای جدید نموده و ارتش را بیش از پیش گسترده و آن را آماده جنگی بزرگ ساخت، وی آبراه بزرگی را ساخت که شمال و جنوب چین را به هم متصل می کند. جنوب، پایگاه اقتصادی چین، و شمال، پایگاه سیاسی چین، توسط کانال به هم متصل شدند و امکان حمل و نقل نیروها را برای کارزار نظامی عظیم فراهم کردند؛ این کانال‌ها که هنوز وجود دارند از گسترده ترین و شگفت‌انگیز ترین سازه های هزاره‌ی اول هستند. آماده سازی های گسترده‌ای شروع شد و تمام کشور و ظرفیت های آن برای جنگ بسیج شد، نیروی دریایی بازسازی شد، ابزار آلات و ملزومات جنگی به تعداد خارق العاده‌ای تولید گردید، همگی برای یک هدف.
پس از ساخت کانال، امپراتور یانگدی دستور داد بجز ارتش سیصد هزار نفره خبره‌ای که طی این سالها تشکیل و آموزش داده بود و زره فولادی داشتند، سربازان سبک و شبه نظامی را در سال ۶۱۱ میلادی به خدمت بگیرند. او به آنها دستور داد تا در پکن امروزی جمع شوند. نیرویی که تا پایان سال جمع آوری شد، یکی از بزرگترین نیروها در جهان بود، طبق کتاب سویی، که بیان می‌کند ۱٫۱۳۳٫۸۰۰ نیروی آموزش دیده بسیج شده و نیروهای پشتیبانی دو میلیون نفری هم بعنوان سرباز پیشرو و هم بعنوان سیاهی لشگر و تدارکاتی هستند. ارتش در ابتدای سال ۶۱۲ میلادی شروع به ترک چین کرد و اندازه آن باعث شد که خروج همه آن ۴۰ روز طول بکشد. صف طولانی سربازان حدود ۳۰۰ کیلومتر امتداد داشت. امپراتور یانگ‌دی شخصاً با ارتش اصلی به سمت «لیائودونگ» (شبه‌جزیره لیائونینگ) حرکت کرد و نیروهایش را در بال غربی و بال شرقی تقسیم کرد. وی به فتح لیائودونگ و سپس پيونگ‌یانگ (پایتخت گوگوریو) چشم داشت.قدرت و تلفات ممکن است توسط مورخان دودمان تانگ افزایش یافته باشد.

#### اردوگاه منچوری
پادشاه یونگ‌یانگ منطقه حائلی را که پس از جنگ ۵۹۸ میلادی به دست آورده بود، رها کرد، زیرا این منطقه برای رویارویی با چنین ارتش گسترده ای مناسب نبود. سربازان گوگوریو به پشت رودخانه‌ای که امروزه به نام رودخانه لیائو شناخته می شود عقب نشینی کردند. یک اتفاق خوب برای گوگوریو این بود که رودخانه خیلی زودتر از حد معمول جاری شده بود. زمانی که امپراتور یانگدی آمد، یخ ها آب شده بودند. امپراتور یانگدی بدون ترس دستور ساخت سه پل را بر روی رودخانه داد. با این حال، پل ها برای رسیدن به کرانه مقابل در یک چرخش خوش شانس دیگر برای مدافعان بسیار کوتاه بودند و گوگوریو با موفقیت اولین حمله را متوقف کرد. اما پس از گسترش پل ها، نیروهای سویی موفق به عبور از رودخانه شدند و ارتش و قلعه های گوگوریو را محاصره کرد.
امپراتور یانگدی به ژنرال های خود قبل از لشکرکشی ها دستور داد که در مورد حرکت نیروها تصمیمات فردی نگیرند، بلکه برای دریافت شیوه‌نامه به او گزارش دهند. این دستور، استراتژی سویی را در طول اردو مختل کرد. در طول لشکرکشی مهم و استراتژیک علیه دژ یودونگ، ژنرال فرمانده محاصره مجبور شد برای تایید تسلیم قاصدی نزد امپراتور بفرستد. وقتی قاصد برگشت، نیروهای گوگوریو دوباره آماده دفاع از دژ شده بودند.  یودونگ و سایر دژ‌های گوگوریو با بهره‌برداری از این نقص در سیستم سویی، همچنان پابرجا بودند. تا ژوئن، پنج ماه پس از شروع کارزار و جنگ تمام عیار، حتی یک دژ یا ارگ به دست سویی نیفتاد، گرچه سه میلیون و اندی ارتش در آن کشور بودند که قبل از این جنگ و بعد از آن تا قرن بیستم هرگز چنین مقیاسی نیروی نظامی دیده نشد. درنهایت امپراتور یانگدی احساس کرد که برای به دست گرفتن کنترل کره به یک تغییر اساسی در استراتژی نیاز است.

#### اردو علیه پیونگ‌یانگ
استراتژی جدید این بود که دژهای گوگوریو در منچوری را با قسمتی از  قوا تحت محاصره نگه داشت و در عین حال گروهی از همان ارتش و نیروی دریایی خبره را برای تصرف دژ پیونگ‌یانگ، پایتخت گوگوریو، فرستاد. یک گروه ارتش، ظاهراً با قدرت ۳۰۵٫۰۰۰ نفر و یک ناوگان دریایی حدود ۱۲۰٫۰۰۰ نفر اعزام شدند.

#### یورش دریایی
نیروی دریایی سویی قبل از ارتش به خلیج رودخانه ته‌دونگ رسید. گو گونمو، فرمانده ارتش دفاعی گوگوریو در پیونگ‌یانگ و برادر پادشاه یونگ‌یانگ، با دیدن اینکه ارتش سویی هنوز وارد نشده است، نیروهای کمی را در پایتخت قرار داد تا خود با نیروی دریایی سویی درگیر شود. پس از یک درگیری و وانمود کردن به شکست، نیروهای گوگوریو به داخل شهر عقب نشینی کردند. فرمانده نیروی دریایی سویی، لای هونی، که آن را فرصتی برای افزودن به شایستگی های خود می‌دانست، بیش از ۴۰٫۰۰۰ نفر را رهبری کرد تا به پیونگ‌یانگ حمله کنند.
اما وقتی سربازان سویی به یکی از دژ‌های بیرونی رسیدند، دیوار را خالی و دروازه را باز دیدند. با ورود به دژ، لای هوئر، درگیری در حومه را یک شکست قاطع برای گوگوریو دانست. او دژ بیرونی را غارت کرد و از بین برد.
هنگامی که غارت دژ شروع شد، سپاه مرگبار گوگوریو، به نیروهای سویی یورش بردند.  لای هوئر گیج و سرگردان به سمت ناوگان در دریا دوید و هزاران نفر از نیروهای او کشته شدند.

#### اردوگاه ارتش سویی
ارتش به رهبری ژنرال های یو ژونگون و یوون شو مشکلات خاص خود را داشتند. در حالی که این اقلام می توانست به طور ایمن به داخل چین منتقل شود، پس از رسیدن به قلمرو گوگوریو، خطر کمین نیروهای گوگوریو وجود داشت. امپراتور یانگدی با دستور دادن به هر سرباز که برای خود غذا حمل کند، مشکل را حل کرد که بار هر سرباز را بسیار افزایش داد. بسیاری به دور انداختن غذا متوسل شدند. زمانی که به رودخانه یالو رسید، کمبود آذوقه ارتش بسیار شدید بود.
پادشاه یونگ‌یانگ تصمیم گرفت تا با دستور ژنرال خود به اولجی موندوک که شرایط تسلیم و مذاکره صلح با ژنرال های سویی را جعل کند، قدرت ارتش سویی را ارزیابی کند. ژنرال ها، یو ژونگون و یوون شو دستور محرمانه خود را از امپراتور یانگدی داشتند تا پادشاه یونگ‌یانگ یا اولجی موندوک را در صورت افتادن به دست آنها دستگیر کنند. با این حال، مشاوران ژنرال، به ویژه دستیار مدیر راست وزارت امور خارجه، لیو شیلونگ، آنها را متقاعد کردند که دستگیری مذاکره کنندگان گوگوریو عاقلانه نیست. آنها در نهایت اجازه دادند که اولجی موندوک به گوگوریو بازگردد و یو ژونگون بعداً از تصمیم خود پشیمان شد و سعی کرد اولجی موندوک را به دام بیندازد. او پیامی ارسال کرد که می‌خواهد در مورد مسائل بیشتر بحث کند، اما اولجی موندوک که از نیات او آگاه بود، نپذیرفت.
این دو ژنرال در مورد اقدام بعدی با هم بحث کردند و یو ژونگون شدیداً استدلال کرد که اولجی موندوک باید تعقیب شود. آنها موافقت کردند که پایتخت گوگوریو باید تصرف شود. بر این اساس، نیروهای سویی شروع به پیشروی به جنوب به سمت دژ پیونگ‌یانگ کردند. اولجی موندوک نیروهای گوگوریو را طوری آرایش داد که آنها هفت بار در روز با ارتش سویی درگیر شدند و هر بار شکست و عقب نشینی را جعل کردند. این استراتژی ارتش سویی را با درک پیروزی به عمق جنوب می‌کشاند. ارتش سویی سرانجام تا حدود ۲۰ کیلومتری دژ پیونگ‌یانگ پیشروی کرد. یو ژونگون بعداً متوجه شد که نیروهای پیشروی او از خستگی رنج می‌برند و استحکامات دژ پیونگ‌یانگ یک کارزار غیرممکن را به وجود آورده است.
یو ژونگون در یک دوراهی گرفتار شده بود و نمی توانست در مورد پیشروی یا عقب نشینی تصمیم بگیرد.  اولجی موندوک برای او شعری فرستاد:
به‌عنوان خدای جنگ تحرکاتت آسمان را درهم نوردیده 
نقشه‌های نبوغ‌آمیزت چو رعد زمین را به لرزه درآورده
پیروزیهایت دستاوردهایی دست نیافتنی‌اند

حال؛ چرا قناعت نمی‌کنی و به خانه باز نمی‌گردی؟— اولجی موندوک
وقتی هیچ پاسخی دریافت نشد، اولجی موندوک نماینده‌ای فرستاد. اکنون طرح این بود که در صورت عقب نشینی ارتش سویی، پادشاه یونگ‌یانگ به امپراتور یانگدی اسکورت را برای تسلیم ارائه دهد. یو ژونگون با استفاده از فرصت عقب نشینی، نیروهای خود را به سمت سویی بیرون کشید.

#### نبرد رودخانه سالسو
هنگامی که ارتش سویی به سالسو (که تصور می شود رودخانه چونگچون کنونی است) رسید، گوگوریو ارتش باقی مانده سوئی را درگیر ساخت. اولجی موندوک چندین ماه از قلعه ها در برابر ارتش و نیروی دریایی سویی دفاع کرد و در حین عقب نشینی به قلمرو گوگوریو، نیروهای سویی را نابود کرد. حمله به سالسو (رودخانه چونگچون) تلفات زیادی را به نیروهای سویی وارد کرد. هنگامی که ارتش سویی به سالسو رسید، نیروهای اولجی موندوک آنها را سلاخی کردند. در متن تاریخی آمده است که سربازان سویی مجبور بودند در آن روز تقریباً ۲۰۰ کیلومتر بدوند تا از مرگ فرار کنند.  نبرد سالسو به یکی از چهار پیروزی بزرگ تاریخ کره بدل شد. از ۳۰۵٫۰۰۰ مرد اولیه امپراتور یانگ که برای حمله به گوگوریو آمده بودند، با آنها که از رودخانه لیائو عبور کردند، تنها ۲٫۷۰۰ نفر بازگشتند.

#### یورش سوم ۶۱۳ میلادی
در زمستان ۶۱۲ امپراتور یانگدی بار دیگر سرباز گرفت و سپاه جدیدی به بزرگی حدود ۱۰۰٫۰۰۰ نفر را تشکیل داد. در مارس ۶۱۳، او به لیائودونگ رفت و در آخر آوریل به‌رهبری یوبن ژیو چند سپاه از پادگان‌های مختلف را از رود یالو گذر دادند. ژنرال سوینی یونگ‌ایچِن، فرمانده پیش‌قراول، چندین نبرد موفق با نیروهای اولجی داشت. اما در همان زمان در پایتخت شورشی داخلی به‌دست یانگ شوانگان درگرفت. امپراتور که دو جبهه‌ی جنگ را همزمان نمی‌توانست مدیریت کند، به ناچار به‌فرماندهانش دستور داد پس از تثبیت موقعیت در خاک گوگوریو بازگردند و شورش خانگی را سرکوب کنند. در بازگشت، بخش اعظمی از سپاه عقب‌نشینی شونده نیز توسط گوگوریویی ها غافلگیر و تضعیف شد. بنابراین یورش سوم عملاً ناکام ماند.

#### یورش چهارم ۶۱۴ میلادی
در سال ۶۱۴ و پس از فرو نشاندن شورش داخلی، امپراتور یانگ‌دی بار دیگر ارتش را به جنگ فرستاد. این بار بخش‌هایی از خط نخست دفاعی گوگوریو را شکست، اما نیروهای گوگوریو همچنان با حملات کمین و قطع خطوط تدارکاتی سعی کردند پیروزیش را دشوار سازند. یونگ‌یانگ که فرصتی برای پایان دادن به جنگ‌های طاقت‌فرسا می‌دید، پیشنهاد صلح داد و هو سیژنگ، یانگ ژوانگان را که پس از شورش یانگ ژوانگان به گوگوریو گریخته بود، به سویی بازگرداند. امپراتور یانگدی با درک موفقیت اندک در گوگوریو و افزایش نارضایتی داخلی در چین، پیشنهاد صلح یونگ‌یانگ را پذیرفت و نیروهای سویی را از قلمرو گوگوریو خارج کرد. با این حال، پادشاه گوگوریو هرگز حاضر نشد که سوگند وفاداری بخورد، که این امر باعث خشم امپراتور یانگدی شد، که تنها به سختی از انجام تهاجم دیگری به گوگوریو منصرف شد و بدین‌ترتیب همه چهار حمله بزرگ سویی به گوگوریو شکست خوردند و تلفات سنگین آن‌ها موجب بحران داخلی و فروپاشی نهایتاً دودمان سویی شد.
پس از سرکوب شورش، امپراتور یانگدی بار دیگر در سال ۶۱۴ میلادی به گوگوریو حمله کرد. او بدون تصرف دژ مرزی موفق به شکستن اولین خط دفاعی گوگوریو شد، اما به دلیل حملات مداوم گوگوریو و تهدید شدن خطوط تدارکاتی او نتوانست خیلی فراتر از رودخانه لیائو پیشروی کند.
خستگی عظیم اقتصادی و اجتماعی چین از بسیج مکرر نیروی انسانی و مالی و پدیده شورش‌های گسترده داخلی بود. انبوه مالیات‌ها، غارت منابع و تلفات نظامی به قیام دهقانان و اشراف کشید و دودمان سویی را تا سال ۶۱۸ میلادی عملاً نابود کرد. امپراتور یانگ‌ حتی ناچار شد پایتخت را به جیانگ‌دو  منتقل کند، اما شورش‌ها گسترش یافت و سرانجام او در ۶۱۸ ترور گردید؛ بدین ترتیب ثبات مرزی سال‌ها برقرار ماند و گوگوریو به‌مدت بیش از نیم قرن دست نخورده باقی ماند.

## عواقب
خساراتی که سویی متحمل شد بسیار وحشتناک بود، بطوریکه گفته می‌شود صدهاهزارنفر از گرسنگی ناشی از جنگ تلف شدند و از نظر جانی کشور تضعیف شد و منابع کل کشور صرف این جنگ گردید در نتیجه مردم علیه حکومت سویی شوریدند دهقانان، کشاورزان، سربازان، اشراف و زمین داران به همراه بسیاری از افسران نظامی دودمان علیه امپراتور قیام کردند. امپراتور یانگدی پایتخت را در یانگژو به جنوب منتقل کرد، اما شورش ها بسیار گسترده بود. پسر یوون شو، یوون هواجی، یک ژنرال قدرتمند سویی شد که کودتای موفقی را علیه امپراتور یانگدی رهبری کرد و شخصاً او را به قتل رساند. این انتقال از سویی به تانگ را تکمیل می‌کند، زیرا دوک تانگ خود را امپراتور یک دودمان جدید اعلام کرد؛ میتوان گفت اصلی‌ترین عامل سقوط سلسله سویی تنها با دو امپراطور شکستهای فاجعه‌بار در گوگوریو بود که ارتشهارا نابود و زیرساخت ها را درگیر و منابع را تلف و کشور را دچار انواع بحران ساخته بود.